# Przednia Kopa (Góry Izerskie)
Przednia Kopa (niem. Cornelsberg) – wzniesienie w południowo-zachodniej Polsce, w Sudetach Zachodnich, w Górach Izerskich, w Grzbiecie Wysokim.

## Lokalizacja
Wzniesienie położone jest w Sudetach Zachodnich, w środkowo-wschodniej części Gór Izerskich, w najwyższej centralnej części Wysokiego Grzbietu Gór Izerskich, w masywie Zielonej Kopy, około 2,3 km na południowy zachód od Rozdroża Izerskiego.

## Charakterystyka
Przednia Kopa jest trzecim co do wysokości wzniesieniem w Górach Izerskich. Kopulasty szczyt wyrasta z wierzchowiny Zielonej Kopy w kształcie rozległej kopuły. Powierzchnia wierzchowiny jest tak wyrównana, że wierzchołek w terenie jest trudno rozpoznawalny. Zbocza północne stromo opada w kierunku Doliny Kwisy a zachodnie w kierunku Mokrej Przełęczy. Zbocza: południowe, i wschodnie są prawie poziome. Na południe od szczytu wznosi się najwyższe wzniesienie w Izerskich Górach Wysoka Kopa. Przez wzniesienie przechodzi granica wododziału zlewisk morza Bałtyckiego i Północnego. Na stokach znajdują się źródła Kwisy i jej dopływów, oraz liczne źródełka dopływów Izery.
Wzniesienie zbudowane jest z granitognejsów należących do metamorfiku izerskiego.
Szczyt i zbocza porośnięte są młodym lasem, w partii wierzchołkowej między młodym lasem występują łąki subalpejskie, na których rosną interesującye gatunki roślin.

### Inne
- W latach osiemdziesiątych XX wieku w górnych partiach szczytu w wyniku klęski ekologicznej, wywołanej zanieczyszczeniem powietrza został całkowicie zniszczony las monokultury świerkowej, zaszczepiony w XIX wieku. Obecnie na stokach w miejscu zniszczonego lasu rośnie młode pokolenie drzew, o klęsce przypominają jedynie wystające ponad młodnik obumarłe kikuty drzew.
- Szczyty wzniesienia bardzo często pokrywają chmury i mgły.
- W partii szczytowej pokrywa śnieżna utrzymuje się często do połowy maja.

### Turystyka
Przez masyw szczyt prowadzi szlak turystyczny
- czerwony - czerwony szlak im. M. Orłowicza prowadzący ze Świeradowa-Zdroju przez Góry Izerskie Karkonosze i dalej.
- Wzniesienie stanowi punkt widokowy z którego roztaczają się rozległe widoki na górski krajobraz.